# Подорожі і пригоди капітана Геттераса
«По́дорожі і приго́ди капіта́на Геттера́са» (фр. «Voyages et aventures du Capitaine Hatteras») — пригодницький науково-фантастичний роман французького письменника Жуля Верна, написаний у 1864 році. Роман розповідає про експедицію до Північного полюса за понад піввіку до реального досягнення навколополюсного району експедиціями під керівництвом Фредерика Кука та Роберта Пірі.

## Сюжет

### Частина I. Англійці на північному полюсі
Дія роману починається в англійському місті Ліверпулі. У порту стояв бриг за назвою «Форвард», який, судячи з чуток, повинен був вирушити в далеку експедицію на північ. Але «Форвард» привернув увагу людей тому, що не було відомо, хто його капітан.
Усе почалося з того, що моряк Шандон одержав листа від «К. З.», у якому йому пропонується взяти участь в експедиції на Північний полюс. Шандон знайомиться з доктором Клоубонні, якого послав капітан, одержує всі необхідні засоби та починає будівлю брига. Бриг роблять особливо міцним і постачають його провіантом на шість років. Капітан повинен був з'явитися в день відплиття, але він не з'явився, а замість нього привозять собаку з написом на нашийнику «К. З.». Шандон вимушено відпливає без капітана. Так починається їхня подорож. Серед матросів проносяться чутки, що собака і є капітан, оскільки поводиться саме так. «Форвард» по шляху зупиняється в декількох портах, щоб підібрати капітана, але на борт ніхто не сідає.
Під командуванням Шандона бриг доходить до моря Баффіна. Тут же й з'ясовується, де перебував усе це час капітан. Він був серед матросів, переодягнений у моряка Гаррі. Він розкриває себе перед командою й бере на себе командування експедицією. Із цього моменту Шандон стає байдужим до подорожі. Бриг долає води в канадських островів, доходить до Північного магнітного полюса й пливе далі. «Форвард» застряє в льодах, і експедиція зупиняється на зимівлю. Зимівля в цих місцях дуже сувора й важка, тому моряки ретельно готуються. Усю зиму їм доводиться проводити в одному приміщенні навколо палаючої грубки. Матроси хворіють на цингу й хвороби зору, їхнє ставлення до капітана, що прагне рухатися вперед, дедалі гіршає. Згодом вугілля закінчується.
Капітан Гаттерас, доктор Клоубонні, боцман Джонсон, тесля Белл і Сімпсон вирушають на пошуки вугілля. Але їм не вдається нічого знайти. У дорозі вони зустрічають єдиного вцілілого з іншої експедиції — американського капітана Альтамонта. Мандрівники встигають урятувати його життя. На шляху занедужує й умирає Сімпсон, а коли вони вертаються до брига, то їх чекає жахливе видовище: Шандон і інші матроси пішли на човні на південь і підпалили бриг. Гаттерас починає кричати від розпачу. Вогонь доходить до порохових складів, і «Форвард» злітає у повітря.

### Частина II. Крижана пустеля

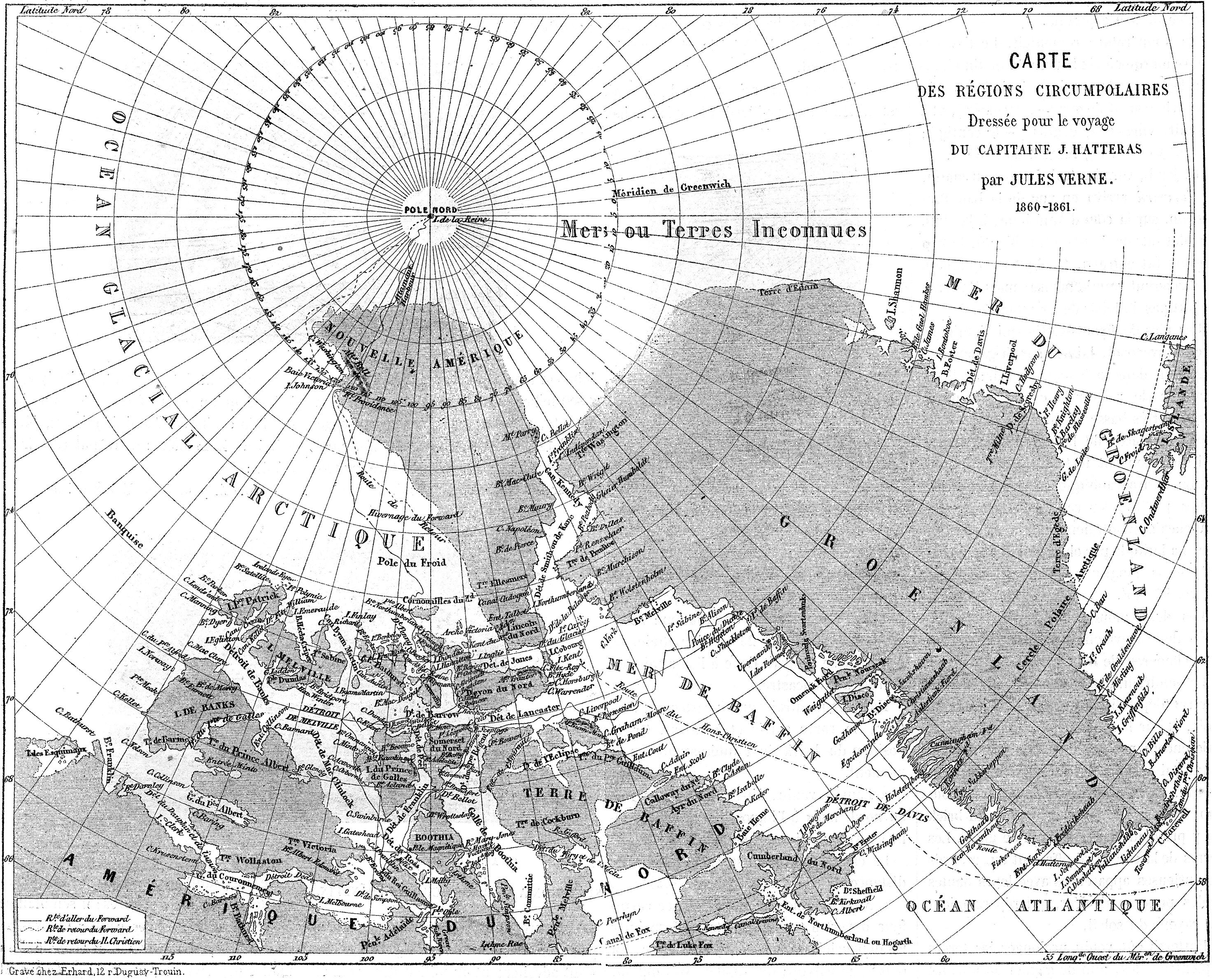
Карта подорожі експедиції

Отже, Гаттерас, Клоубонні, Джонсон, Белл і Альтамонт залишаються на крижаній гладі без яких-небудь засобів до існування. Але вони не зневіряються й збирають залишки продовольства, що вціліли після вибуху. Його виявляється небагато, але вони розуміють, що їм не піти далеко, і починають обживатися там. Доктор Клоубонні висуває пропозицію побудувати будинок з льоду, і він робить це за допомогою теслі Белла й своїх друзів. Оскільки погода стояла гарна, мандрівники вирушали на полювання. Один раз, коли свинець скінчився, і Клоубонні зробив кулю із ртуті, Гаттерас, надягши на себе шкіру тюленя, підкрався до ведмедя й убив його.
На той час Альтамонт уже підлікувався. Вечорами вони збиралися біля вогню й починали говорити про подорожі й відкриття. Часто Альтамонт і Гаттерас, як американець і англієць, сперечалися щодо того, хто перший зайшов так далеко й кому дістанеться більше слави. Одного разу крижаний будинок блокували ведмеді, і мандрівники із труднощами їх відігнали, до них на виручку знову прийшов доктор Клоубонні, який додумався влаштувати підземний вибух.
Так вони проводять там півроку. Приходить літо, і капітан Гаттерас пропонує продовжити перерваний шлях і досягти Північного полюса. Його друзі погоджуються. Вони починають готуватися до експедиції, споряджають собачу запряжку з декількома собаками й пускаються в шлях. Мандрівники відкривають новий материк, який вони за пропозицією Альтамонта називають Новою Америкою, відзначають відкриті ними об'єкти на карті й привласнюють їм імена.

#### Вулкан на Північному полюсі
Коли вони проходять деяку відстань, то виходять до берега великого моря. Це море було чистим і на ньому не було айсбергів. Друзі споруджують човен і пливуть на північ. Там вони роблять незвичайне відкриття: під самим Північним полюсом перебуває величезний діючий вулкан, який вивергає полум'я й камені. Зненацька капітан Гаттерас зникає зі шлюпки, буря викидає його на берег вулканічного острова. Товариші капітана незабаром теж підпливають до вулкана. Висадившись на берег і зробивши розрахунки, вони довідаються, що Північний полюс розташований прямо в кратері вулкана. Капітанові Гаттерасу спадає на думку божевільна ідея досягти цієї точки, і друзі починають сходження на вершину вулкана. Капітан Гаттерас настільки прагнув до відкриття, що обігнав своїх друзів і швидко підіймався на вершину. Вірний собака ішов за ним.
Мандрівники із труднощами рятують капітана, коли він уже зірвався й летів у жерло вулкана, і бачать, що той втратив розум від хвилювання. Вони, разом з капітаном Гаттерасом повертаються, а вулкан нарікають «Гора Гаттераса». Вони допливають на шлюпці до покритої льодом області й там пішки рухаються на південь. По дорозі вони знаходять загиблу експедицію. Вдивившись уважніше, вони розуміють, що це Шандон, Пен і інші моряки з «Форварда».
Мандрівники досягають береги моря й зауважують удалині корабель. Не бажаючи втрачати цей шанс, вони стрибають на айсберг і на ньому досягають корабля. Так вони повертаються до Англії. Мандрівників нагороджують, а Гаттерас потрапляє в лікарню. Доктор Клоубонні помітив, що капітан Гаттерас щодня ходить по саду в одному напрямку: на північ. Капітана безперестану тягло на північ.

## Північний полюс в уявленні Жуля Верна
Жуль Верн описує Північний полюс у романі, де діє вулкан посередині моря. У часи Верна полюс ще не був відкритий, було багато експедицій, але всі вони завершувалися невдачею. Тому люди могли тільки приблизно уявляти собі, що перебуває на краю землі. В уяві Жуля Верна там не було холодно, на морі не було крижин і айсбергів і, найголовніше, прямо під полюсом перебував вулкан. Крім того, там не було снігу.
Полюс був відкритий Робертом Пірі в 1909 році. Там не було ні вулкана, ні моря, а лише крижана гладь.
У часи Верна гіпотези про географію полярних широт будувалися дивовижні, і письменник був одним з їхніх авторів. У романі «Двадцять тисяч льє під водою», капітан Немо на «Наутілусі» пропливає під Південним полюсом і застряє в льодах на тому місці, де в реальності перебуває Антарктида. Таким чином, полюси в уявленні Верна виявилися прямою протилежністю: Північний письменник уважав розташованим на суші, а Південний — чисто морським. Однак, у романі «Робур-Завойовник» головні герої на апараті «Альбатрос» пролітають над Південним полюсом і ледве не зіштовхуються з діючим вулканом. Із цього випливає, що Жуль Верн віддавав перевагу ідеї вулканів ідеї моря на полюсі.

## Українські переклади
- Жюль Верн «Пригоди капітана Геттераса». Харків: Державне видавництво України (ДВУ), 1929 у перекладі Миколи Іванова